# Henry Cavendish
Pour les articles homonymes, voir Henry Cavendish (homonymie).
Henry Cavendish, né le 10 octobre 1731 à Nice (alors dans le comté de Nice du royaume de Sardaigne) et mort le 24 février 1810 à Londres, est un physicien et chimiste britannique, à la fois important théoricien et expérimentateur habile et perspicace. Il est notamment célèbre pour ses mesures très précises de la constante de gravitation.

## Biographie
Second fils de Lord Charles Cavendish, fils du duc de Devonshire, et de Lady Anne Grey, fille du duc de Kent, Henry Cavendish est un homme très timide et d'une sensibilité maladive, qui lui inspire l'horreur de la société et du mariage.
Il sort en 1753 du Peterhouse College de Cambridge sans aucun diplôme. Il y eut pourtant des maîtres très capables, dont John Lawson. Comme cadet d'une famille fortunée, il ne dispose au départ que d'un patrimoine très modeste, mais en 1773, il hérite d'un de ses oncles une immense fortune faite aux Indes Il devient ainsi subitement le plus riche de tous les savants et peut acquérir à ses frais un cabinet de physique et une immense bibliothèque. Pour le reste, il vit de façon plutôt spartiate et, malgré une grande générosité envers les étudiants et les malheureux, sa fortune ne fera que croître jusqu'à sa mort.
Cavendish est l'un des fondateurs de la chimie, car il a introduit dans cette science des méthodes de travail inconnues avant lui. En 1766, il présente devant la Société royale de Londres, dont il est devenu membre, un premier mémoire intitulé On Factitious Airs (« Sur les airs factices »). Il y établit l'existence de gaz autres que l'air et montre que l'hydrogène (inflamable air, « air inflammable »), qu'il a isolé le premier, pèse dix fois moins que l'air atmosphérique (common air, « air commun »). Il y montre encore que le gaz carbonique (fixed air, « air lié ») pèse plus que l'air et que la présence de ce dernier dans l'atmosphère en quantité appréciable suffit pour empêcher les combustions et causer la mort. Cavendish reçoit la médaille Copley de la Royal Society pour cet article. 
En 1783, il fait une analyse de l'air plus précise que celle de Lavoisier et, l'année suivante, il démontre que l'eau est le produit de la combinaison de l'hydrogène et de l'oxygène à travers l'une de ses expériences dans laquelle il a synthétisé de l'acide nitrique et de l'eau. Et en 1785, il combine l'azote et l'oxygène en soumettant un mélange de ces gaz à des étincelles électriques.
Cavendish fait en même temps des expériences de physique. Il s'intéresse de près et contribue au développement des sciences naissantes de l'électricité et du magnétisme, inspiré en ces matières par l'œuvre de John Michell. En 1776, il fabrique une bouteille de Leyde en forme de torpille artificielle pour montrer que les chocs de la raie torpille sont de nature électrique. En 1798, il publie un mémoire où il explique comment il a mesuré, au moyen de sa balance de torsion, la constante de gravitation de Newton et comment il en a déduit la densité moyenne de la Terre. Cette expérience, connue sous le nom d'Expérience Cavendish, est la plus célèbre qu'il ait réalisée, et ce, avec une précision remarquable. En effet, il est le premier qui parvient à observer des mouvements d'origine gravitationnelle induits par de petites masses de matières. 
Les articles publiés de son vivant sont rares, mais il laisse à sa mort une vingtaine de paquets de manuscrits qui restent pendant soixante ans dans les archives de la famille Cavendish. Un autre Cavendish fondera plus tard, à Cambridge, un laboratoire de physique qui deviendra célèbre et jouit encore maintenant d'une très grande réputation internationale. Son premier directeur, James Clerk Maxwell, passera les dernières années de sa vie à déchiffrer et publier ces travaux à titre posthume. Et Cavendish apparaîtra tout à coup comme le plus grand physicien de son époque.
Avant tout le monde, il a défini les chaleurs massiques et les chaleurs latentes et a eu l'idée de la conservation de l'énergie. Avant Charles-Augustin Coulomb, il a étudié les forces électrostatiques, observé l'électrisation superficielle des conducteurs, défini la capacité électrique et pressenti la notion de potentiel électrique. Avant Georg Ohm, il a conçu la résistance électrique ; il a même effectué des mesures en utilisant son propre corps comme galvanomètre.
Il était, aux yeux de ses contemporains, totalement excentrique, refusant de parler ou même de voir les femmes. Il ne communiquait avec ses servantes qu'à l'aide de papiers et les menaçait de les licencier si elles essayaient de le voir. Il portait toujours les mêmes habits et se servit pendant trente ans du même chapeau. Parce qu'il a toujours refusé de se laisser peindre, il n'existe aucun portrait officiel de lui et la seule représentation est une esquisse effectuée au cours d'un dîner à la Royal Society. Les traits de sa personnalité sont en accord avec un syndrome d'Asperger.

## Chronologie
- 1749 : il entre au Peterhouse College de Cambridge.
- 1753 : fin de ses études, sans diplôme particulier.
- 1766 : présentation à la Royal Society d'un mémoire sur l'existence de gaz différents de l'air comme le dihydrogène (inflammable et léger) ou le gaz carbonique ; obtention de la médaille Copley.
- 1773 : un de ses oncles lui lègue son immense fortune.
- 1776 : il découvre l'hydrogène.
- 1783 : analyse de l'air.
- 1784 : synthèse de l'eau à partir du dioxygène et du dihydrogène.
- 1785 : oxydation de l'azote à l'aide d'étincelles électriques ; il suspecte l'existence de l'argon.
- 1798 : mesure de la constante d'attraction universelle et estimation de la densité moyenne de la Terre grâce à la balance de torsion.
- 1803 : membre de la Royal Society, l'équivalent de l’Académie des sciences, à Londres.

Ses écrits se trouvent dans les Transactions philosophiques.

## Hommages
À Paris, la rue Cavendish porte son nom.
L'astéroïde (12727) Cavendish porte son nom, ainsi qu'un cratère lunaire.

#### Bases de données et dictionnaires
- Ressources relatives aux beaux-arts :   - British Museum
  - National Portrait Gallery
- Ressource relative à l'astronomie :   - Biographical Encyclopedia of Astronomers
- Ressource relative à la santé :   - Bibliothèque interuniversitaire de santé
- Ressource relative à la recherche :   - Biodiversity Heritage Library
- Ressource relative à la bande dessinée :   - Comic Vine
- Notices dans des dictionnaires ou encyclopédies généralistes :   - Britannica
  - Brockhaus
  - Den Store Danske Encyklopædi
  - Deutsche Biographie
  - Enciclopedia italiana
  - Gran Enciclopèdia Catalana
  - Hrvatska Enciklopedija
  - Internetowa encyklopedia PWN
  - Nationalencyklopedin
  - Oxford Dictionary of National Biography
  - Store norske leksikon
  - Treccani
  - Universalis
  - Visuotinė lietuvių enciklopedija
- Notices d'autorité :   - VIAF
  - ISNI
  - BnF (données)
  - IdRef
  - LCCN
  - GND
  - Japon
  - CiNii
  - Pays-Bas
  - Pologne
  - Israël
  - NUKAT
  - Catalogne
  - Vatican
  - Australie
  - Norvège
  - Croatie
  - Tchéquie
  - WorldCat